# Requin-renard pélagique
Alopias pelagicus · Renard pélagique
Espèce
Statut de conservation UICN

 EN A2bd : En danger
Le requin-renard pélagique ou renard pélagique (Alopias pelagicus) est une espèce de requins de la famille des Alopiidés. Il vit dans les océans Indien et Pacifique de 0 à 500 mètres de fond. Il mesure en moyenne 3 mètres de long, mais peut atteindre les 4 mètres. Il a le dos bleu et sa coloration passe progressivement au gris puis au blanc sous le ventre. Comme tous les requins-renards, il possède une très longue queue (parfois aussi longue que le corps), un museau court et de grands yeux. Ces yeux sont cependant plus petits que ceux du requin-renard à gros yeux, et il se distingue du requin-renard commun par des nageoires pectorales moins pointues.

## Description
Le requin-renard pélagique est le plus petit des requins-renards, avec une longueur moyenne de 3 m pour 69,5 kg, et généralement ne dépassant pas 3,3 m et 88,4 kg. Les mâles et les femelles atteignent respectivement une longueur maximale de 3,5 m et 3,8 m. Cette espèce a un corps fusiforme (de large au milieu et conique aux extrémités) et une très mince lobe supérieur de la nageoire caudale presque aussi longue que le reste du requin. Les nageoires pectorales sont longues et droites, avec de larges bouts arrondis. La première nageoire dorsale est placée à mi-chemin entre les nageoires pectorales et pelviennes, et est de taille comparable à celle des nageoires pelviennes. Les nageoires dorsale et anale deuxième sont minuscules.
La tête est étroite avec un museau court conique et un profil "pincé", vue de dessous. Les yeux sont très grands chez les juvéniles et de diminuer en taille par rapport avec l'âge. Il n'y a pas de sillons sur les coins de la bouche. Les dents sont très petites, au nombre de 21-22 rangées de chaque côté avec un symphysial (central) ligne de la mâchoire supérieure et 21 de chaque côté, sans une ligne symphysiale dans la mâchoire inférieure[pas clair]. Il possède 5 à 11 rangées de dents postérieures. Les dents sont lisses et tranchantes, avec des cuspides latérales obliques et un cuspide sur les marges extérieures. Le corps est couvert de denticules dermiques très petites et lisses denticules dermiques avec des couronnes plates et des cuspides avec des crêtes parallèles. La coloration est d'un bleu intense foncé sur le dessus et blanc dessous, le blanc ne s'étend pas au-dessus des nageoires pectorales. La couleur vire rapidement au gris après la mort. Le pigment foncé au-dessus des nageoires pectorales, les bouts arrondis des nageoires pectorales, et l'absence de sillons labiaux contrairement au requin-renard commun.

## Biologie

### Reproduction
Le requin-renard pélagique est ovovivipare, avant de naitre les jeunes requins sont nourris par le sac vitellin puis par des ovules non fécondés. Au bout d'une période de gestation encore mal évaluée présumée de 12 mois, il nait en général 2 à 4 petits d'une taille d'environ 1 mètre voir 1,6 à 1,90 mètre.
Les mâles atteignent la maturité vers 7 ou 8 ans, les femelles entre 9 et 13 ans.
La durée de vie d'un requin-renard pélagique est estimée entre une vingtaine et une trentaine d'années.

### Alimentation
Le requin-renard pélagique se nourrit essentiellement de poissons et petits céphalopodes.
Il chasse les bancs grâce à une technique particulière. Sa queue lui permet de rassembler le banc en une masse compacte et il l'utilise ensuite comme un fouet pour étourdir les proies.

## Répartition et habitat

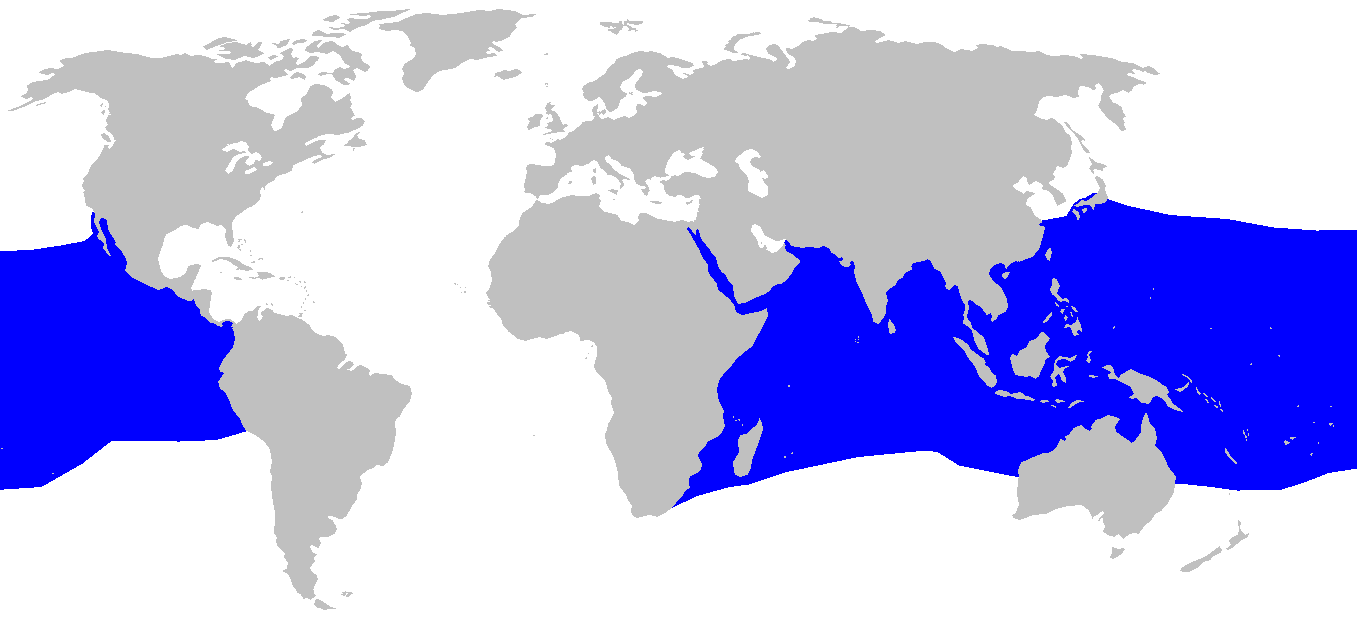
Répartition géographique du requin-renard pélagique.

Souvent confondu avec le requin-renard commun, le requin-renard pélagique a une répartition sans doute plus étendue que celle actuellement connue. Elle varie largement dans la région Indo-Pacifique, avec des enregistrements dispersés en provenance d'Afrique du Sud, de la mer Rouge et la mer d'Arabie (au large de la Somalie, entre Oman et l'Inde, et au large du Pakistan), au large de la Chine, au sud du Japon, au nord-ouest de l'Australie, en Nouvelle-Calédonie, à Tahiti, aux îles Hawaii, dans le golfe de Californie, et les îles Galápagos. La population du Pacifique Nord se déplace vers le nord au cours pendant le phénomène climatique El Niño. L'analyse de l'ADN mitochondrial a montré qu'il existe un brassage génétique au sein des populations de l'Ouest et de l'Est du Pacifique.
Le requin-renard pélagique habite principalement la haute mer, entre la surface jusqu'à une profondeur d'au moins 150 m. Toutefois, il s'approche parfois près des côtes dans les régions où le plateau continental est étroit, il a d'ailleurs été observé près de récifs coralliens ou des monts sous-marins dans la mer Rouge et la mer de Cortez ainsi qu'au large de l'Indonésie et de la Micronésie. Il a également été aperçu dans de grands lagons des îles Tuamotu.

## Taxinomie et phylogénie
La requin renard pélagique a été initialement décrit par l'ichtyologiste japonais Nakamura Hiroshi à partir de trois spécimens de grande taille, dont aucun ne fut gardé comme spécimen type. Il illustra l'un des trois spécimens dans son document, Sur les deux espèces de requin renard dans les eaux de Formose, publié en août 1935. Nakamura a également, et séparément illustré et décrit un fœtus, que Leonard Compagno a identifié plus tard comme étant probablement un requin-renard commun. Plusieurs auteurs, dont Gohar et Mazhar (1964, de la mer Rouge), Kato, Springer et Wagner (1967, de l'Est du Pacifique), Fourmanoir et Laboute (1976, Nouvelle-Calédonie), Johnson (1978, Tahiti), et Faughnan (1980, îles Hawaï) ont publié des illustrations de requins-renards communs qui étaient en fait requins-renards pélagiques.
Une analyse des allozymes menée par Blaise Eitner en 1995 a montré que le parent le plus proche du requin-renard pélagique est le requin-renard à gros yeux, avec lequel il forme un clade.

## Dénominations
Le terme requin-renard désigne tous les requins du genre Alopias puisque depuis l'Antiquité, les marins les pensaient particulièrement rusés. Ses noms vulgaires « requin-renard pélagique » et « renard pélagique » viennent de sa fréquentation de la haute mer, d'après l'épithète spécifique « pelagicus » issue du grec « pelagios », qui signifie « haute mer »,,,,.

## Le requin-renard pélagique et l'homme

### Population et protections
La population exacte du requin-renard pélagique et sa distribution sont mal connues du fait de sa confusion avec les deux autres espèces de requins-renards.
Cependant du fait d'une forte exploitation (notamment par la pêche sportive) des trois espèces de requins-renards, l'espèce a été classée comme vulnérable.